# Эрнстбрунн
Эрнстбрунн (нем. Ernstbrunn) — ярмарочная коммуна (нем. Marktgemeinde) в Австрии, в федеральной земле Нижняя Австрия.
Входит в состав округа Корнойбург. Население составляет 3008 человек (на 31 декабря 2005 года). Занимает площадь 80,69 км². Официальный код — 31203.

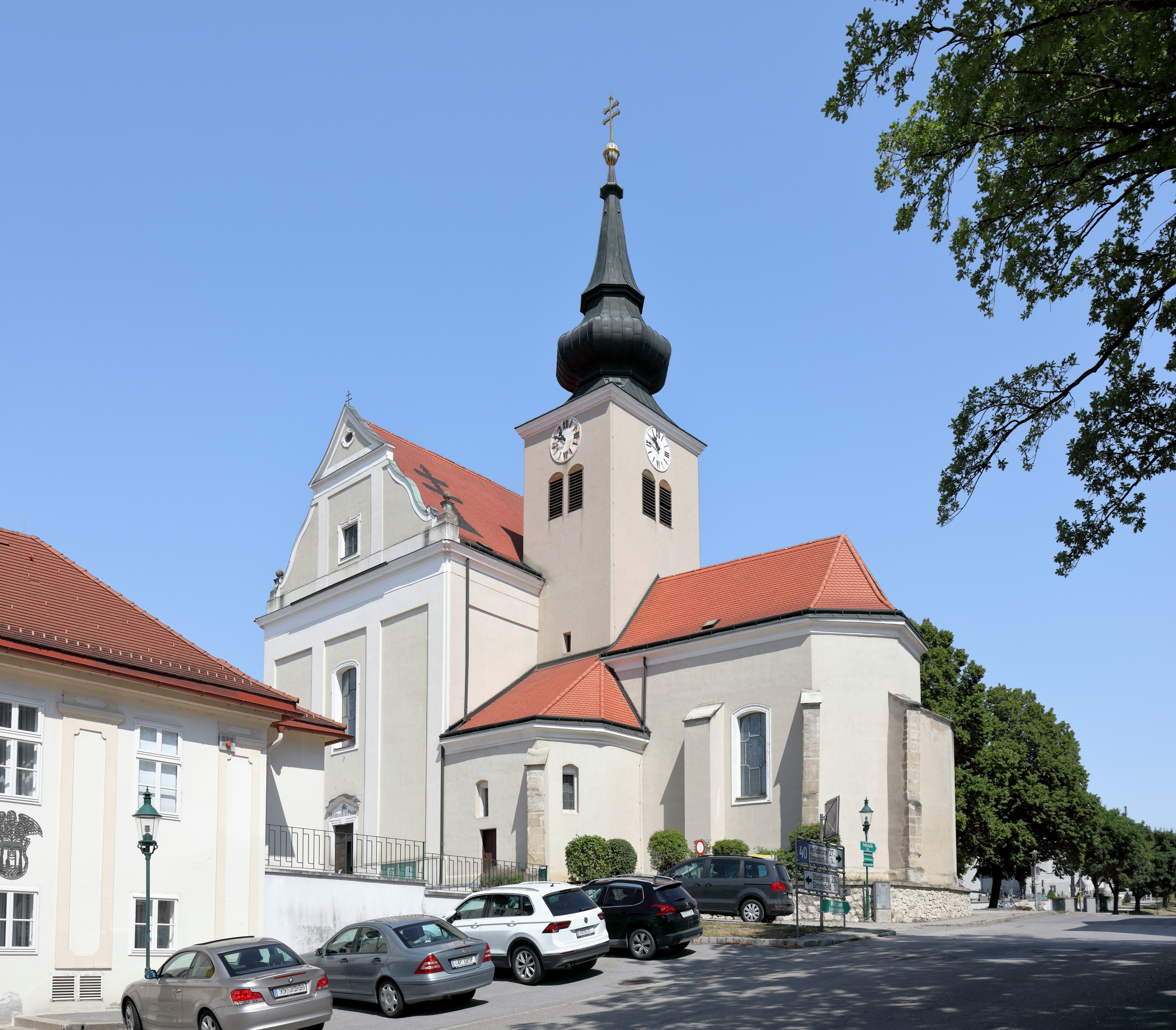
Эрнстбрун

## Политическая ситуация
Бургомистр коммуны — Йохан Прюгль (АНП) по результатам выборов 2010 года.
Совет представителей коммуны (нем. Gemeinderat) состоит из 23 мест.
- АНП занимает 17 мест.
- СДПА занимает 4 места.
- АПС занимает 2 места.